# (16542) 1991 PK31
A (16542) 1991 PK31 a Naprendszer kisbolygóövében található aszteroida. Eric Walter Elst fedezte fel 1991. augusztus 14-én.